# 備前市歴史民俗資料館
備前市歴史民俗資料館（びぜんし れきしみんぞくしりょうかん）は、岡山県備前市東片上にある博物館。

## 施設
1階
- 企画展示室
- セラミックス室

2階
- 文芸室
- 民俗室

## 主な展示品
- 備前焼、耐火レンガ
- 文学
  - 正宗白鳥、正宗敦夫、柴田錬三郎、藤原審爾
- 儒学
  - 熊沢蕃山
- 生活民具・農具・漁具

- 閑谷学校
- 三石城
- 片上鉄道
- 鶴山丸山古墳
- お歯黒
- 第二次大戦資料

## 利用情報
- 開館時間：午前9時～午後4時30分
- 休館日：毎週月曜日、祝日の翌日、年末年始（12/29～1/3）
- 入館料：無料

## 交通アクセス
- JR赤穂線備前片上駅より徒歩5分。